# Anne-Marie Martel
Anne-Marie Martel (11 de agosto de 1644 - 15 de janeiro de 1673) foi uma mulher católica romana francesa que deu instrução religiosa a mulheres e crianças pobres em Le Puy-en-Velay, Haute-Loire. Ela atraiu outras mulheres que formaram uma congregação de ensino, que foi oficialmente reconhecida pela igreja após sua morte e agora é a Congrégation des Sœurs de l'Enfant-Jésus.

## Vida
A história de Anne-Marie Martel é conhecida apenas pelas notas de Antoine Tronson, o padre de Saint-Sulpice que foi seu confessor. Ela nasceu em Le Puy-en-Velay em 11 de agosto de 1644. Seu pai era magistrado. Ela nasceu em uma época em que o catolicismo triunfou após as guerras religiosas francesas. O rei e o Parlamento de Paris estavam cuidando de preservar a independência da Igreja Galicana, e o país foi varrido por uma onda de sentimento religioso. Anne-Marie Martel foi fortemente influenciada pelos padres de Saint-Sulpice que fundaram o Seminário de Le Puy e eram responsáveis pela igreja paroquial de Saint-Georges, hoje capela do Grão-Séminaire du Puy.
Anne-Marie Martel era uma mulher devota e, em 1666, seu confessor a convidou para ministrar a mulheres carentes. Ela visitou as mulheres enfermas do hospital Aiguilhe e as ensinou sobre Deus e a vida cristã. Um ano depois, ela foi convidada a ensinar o catecismo para crianças de rua.  Com uma companheira, Catherine Felix, ela ensinou as crianças e jovens do distrito de St Laurent, e depois no distrito de St Jean, onde havia muitas rendeiras. Anne-Marie Martel foi acompanhada por outras mulheres, incluindo as rendeiras, que ensinavam e davam instrução religiosa em Le Puy e nas comunidades vizinhas. As mulheres formaram grupos chamados Assembléias na cidade e no campo.  Eles incluíam o casado Demoiselles de l'Instruction e o solteiro Filles de l'Instruction, chamado Béates pelo povo. Anne-Marie Martel morreu em 15 de janeiro de 1673, exausta pela doença.

## Legado
5 Anne Marie Martel em Le Puy-en-Velay na Rue Anne-Marie Martel.